# Departamento Flores
Flores ist ein Departamento in Uruguay. Es liegt im zentralen Westen des Landes.

## Geographie

### Lage
Das eine Flächenausdehnung von 5144 km² aufweisende Departamento liegt in jenem Teil Uruguays, der als kristallinische Tiefebene bekannt ist und den Nordostteil des Landes umfasst. Es handelt sich um ein abwechslungsreiches Gebiet mit Gebirgszügen, kleineren Hügeln und einem Meer von Steinen, die für eine gute Entwässerung in dem Gebiet sorgen. Die Südhälfte von Flores wird von der Cuchilla Grande Inferior durchzogen. Der Arroyo Chamangá fließt durch das Departamento.

### Klima
In Flores herrscht ein gemäßigtes Klima.

### Bodenschätze
Auf dem Departamentogebiet befinden sich sowohl im Süden bei Pintos als auch westlich davon bei Ismael Cortinas Vorkommen von schwarzem Granit.

## Geschichte
Die Bildung des Departamentos erfolgte am 30. Dezember 1885.

## Bevölkerung
Während 2004 noch 25.104 Einwohner gezählt wurden, betrug die im Rahmen der Volkszählung des Jahres 2011 ermittelte Einwohnerzahl 25.050. Davon waren 12.342 Männer und 12.708 Frauen. Davon leben in der Hauptstadt Trinidad allein 21.429 Einwohner (Stand: 2011; 2004: 20.982), was einem Gesamtanteil von über 80 % entspricht. Die zweitgrößte Stadt des Landes ist Ismael Cortinas mit lediglich 1.069 Einwohnern (2004). Weitere Ansiedlungen sind Andresito, La Casilla, Cerro Colorado und Juan José Castro. Das Departamento ist das am dünnsten besiedelte des Landes.

## Infrastruktur

### Bildung
Flores verfügt über insgesamt drei weiterführende Schulen (Liceos), in denen 1901 Schüler von 177 Lehrern unterrichtet werden. Das älteste Liceo des Departamentos ist das in der Departamento-Hauptstadt Trinidad angesiedelte, am 8. April 1912 gegründete Liceo Departamental „Carlos Brignoni Mosquera“ (Stand: Dezember 2008).

### Wirtschaft
Getreide-, Flachs- und Weinanbau gehören ebenso zu den Wirtschaftszweigen innerhalb des Departamentos wie die Schafzucht.

## Politik
Die Führungsposition der Exekutive des Departamentos, das Amt des Intendente, hat Armando Castaingdebat von der Partido Nacional inne.